# The Martian Chronicles
The Martian Chronicles és una minisèrie de 3 episodis de televisió de 1980 basada en el llibre Les cròniques marcianes (1950) de Ray Bradbury i tracta de l'exploració de Mart i els seus habitants. La sèrie va ser protagonitzada per Rock Hudson, Darren McGavin, Bernadette Peters, Roddy McDowall, Fritz Weaver, Barry Morse i Maria Schell . Es va emetre a NBC el gener de 1980 en tres episodis amb una durada total de poc més de quatre hores (gairebé cinc hores a la versió en DVD). La sèrie mostra Mart com una "atmosfera fina" que els humans poden respirar amb canals plens d'aigua i vegetació semblant a un desert. La minisèrie va ser dirigida per Michael Anderson i escrita per Richard Matheson.

## Argument
Al segle XXI la Terra comença la colonització de Mart. Les coses no surten com s'havien previst, al principi a causa dels hostils marcians nadius, més tard a causa del comportament autodestructiu dels mateixos terrícoles.

## Episodis
- The Expeditions ; Les expedicions (episodi 1, 27 de gener de 1980)
- The Settlers; Els colons (episodi 2, 28 de gener de 1980)
- The Martians; Els marcians (episodi 3, 29 de gener de 1980)

## Repartiment
- Rock Hudson com el coronel John Wilder
- Richard Oldfield com el capità Nathaniel York
- Richard Heffer com a Conover
- Nicholas Hammond com el capità Arthur Black
- Michael Anderson Jr. com a David Lustig
- Vadim Glowna com a Sam Hinkston

- Bernie Casey com el major Jeff Spender
- Darren McGavin com a Sam Parkhill
- John Cassady com a Briggs
- Peter Marinker com a McClure
- Roddy McDowall com el Pare Stone
- Fritz Weaver com el Pare Peregrine
- Joyce Van Patten com a Elma Parkhill
- Gayle Hunnicutt com a Ruth Wilder
- Laurie Holden com a Marie Wilder
- Burnell Tucker com a Bill Wilder
- Estelle Brody com la senyora Black
- Phil Brown com a Mr Black
- Anthony Pullen Shaw com Edward Black
- Wolfgang Reichmann com a Leif Lustig
- Maria Schell com a Anna Lustig
- Alison Elliott com a Lavinia Spalding
- Jon Finch com a Jesucrist
- Christopher Connelly com a Ben Driscoll
- Bernadette Peters com a Genevieve Selsor
- Barry Morse com a Peter Hathaway
- Nyree Dawn Porter com Alice Hathaway
- Linda Lou Allen com a Marilyn
- James Faulkner com el Sr. K
- Maggie Wright com a Ylla
- Derek Lamden com a marcià
- Terence Longdon com a marcià
- Robert Beatty com el general Halstead

## Producció
El guió de Richard Matheson es desvia significativament de l'argument de la novel·la original. La sèrie va ser filmada als Shepperton Studios d'Anglaterra i tant a l'illa mediterrània de Malta com a Lanzarote a les Illes Canàries.

## Banda sonora
El 2002, l'Airstrip One Company en associació amb MGM Music, va llançar un CD de la banda sonora de 36 pistes d'edició limitada de 3.000 còpies de la partitura original de Stanley Myers gravada el 1979. Aquest llançament, encara disponible per especialistes en bandes sonores de cinema i televisió, inclou un fullet complet de 18 pàgines a tot color i totalment il·lustrat que detalla diversos aspectes de la creació d'aquesta mini-sèrie. El número de catàleg d'aquest CD és AOD 003. El CD inclou la banda sonora completa de la minisèrie, amb una excepció notable: la cançó de Silver Locusts és més curta que la versió que es va emetre. A més, a la banda sonora li falten alguns passatges de música electrònica incidentals. Aquesta omissió es reconeix a les notes del CD que indiquen que la música electrònica addicional de Richard Harvey no s'ha inclòs a la banda sonora.

## Crítiques
Encara que difereix en molts punts de les històries originals, els crítics gairebé sempre han comparat la minisèrie amb les històries de Bradbury, considerant-la gairebé sempre d'una manera negativa, començant pel propi Bradbury que la va definir com "una mica avorrida". A Il grande cinema di fantascienza de Gremese Editore (2001) aquesta "transposició no aconsegueix copsar el significat final del llibre"; al Dizionario della Tv (Sugarco, 1992) es defineix "un mig fracàs, malgrat les ambicions i el gran compromís".
Segons Fantafilm, encara que "el resultat no reflecteix totalment els suggeriments, les atmosferes màgiques i oníriques, la poesia i la malenconia pensativa que impregna el llibre, […] però constitueix un producte respectable, amb un bon repartiment i efectes especials d'avantguarda per a l'època en què es va rodar."